# ابن تغری
ابن تغری بردی(۱۴۱۱- ۱۴۷۰) تاریخ‌نگار تُرکی‌اصل مصری در سدهٔ نهم هجری بود. وی در زمان حکومت مملوک متولد شد. نزد بدرالدین العینی و تقی‌الدین مقریزی، دو تن از مورخین و علمای برجستهٔ قاهره، تحصیل کرد. مشهورترین اثر او تواریخ چند جلدی مصر و سلطنت مملوک به نام النجوم الزاهره فی ملوک مصر و القاهره (ستارگان درخشان پادشاهی مصر و قاهره) است. سبک او تحلیلی با تاریخ‌های دقیق رویدادها است که روشن می‌کند دسترسی خاص به سلاطین و سوابق آنها داشته‌است. نام «تغری بردی» به زبان ترکی امروزی «Tanrıverdi» به معنای خداداد در زبان ترکی است.

## زندگی
نسب کامل او «ابوالمحاسن جمال‌الدین یوسف بن عبدالله تغری بَردی ظاهری جُوینی» ذکر شده. پدرش مملوکی رومی (از سرزمین آناتولی) و تُرک بود. مولایش، ظاهر سیف‌الدین برقوق او را والی حلب و دمشق قرار داد. درگذشت پدرش به‌سال ۸۱۵ق بود. جمال‌الدین یوسف در قاهره، شوال ۸۱۳ به‌دنیا آمد و یتیم بزرگ شد. نزد مقریزی درس خواند، در شاخه‌های علوم گوناگون مانند منطق، علم فلک و طب پیشرفت کرد. بیشتر زندگی‌اش در پیوندها با ممالیک گذشت؛ در سال ۸۶۳ق حج گذارد. ابن تغری‌بردی در ۱۴ ژوئن ۱۴۷۰/ ۵ ذی الحجه ۸۷۴ در قاهره درگذشت.

## آثار
- النجوم الزاهره فی ملوک مصر و القاهره (ستارگان درخشان پادشاهی مصر و قاهره). وقایع نگاری از فتح مصر در سال ۶۴۱ تا ۱۴۶۸ (ویرایش شده توسط ویلیام پوپر. ۱۲. جلد. قاهره، دارالکتب المصریه، ۱۹۲۹–۱۹۵۶).[۴][۵]

- المنهل الصافی و المستوفی بعد الوافی (چاله و مستوفی بعد از الوافی). ۱۳-جلد. فرهنگ لغت بیوگرافی با حدود. ۳۰۰۰ مدخل برای تجلیل از زندگی سلاطین، امیران (امیر)، علما و دانشمندان (علما)، بزرگان و مجریان، از سلسله بحری به بعد.[۶]

- حوادث الدهور فی مده الایام و الشهور (حوادث دورانها در روزها و ماه‌ها)؛ تاریخ مصر ۱۲۵۰–۱۵۱۷ ادامه سلوک المعرفه الدول و الملوک است.[۷]

- البحر الزاخر فی تاریخ العلم و اخبار الاوائل و الاواخیر (دریای الزاخیر فی تاریخ العالم و اخبار الاول و الاخرین) تاریخ جهانی از خلقت آدم (کتابخانه ملی پاریس، شماره ۱۵۵۱). توسط دارالکتب، مصر.

- مورد اللطافه فی من ولیه السلطنه و الخلافه (کسی که ولی السلطنه و خلافت است). شرح حال سلاطین و خلفا.[۸]